# Trajeng
Trajeng is een bestuurslaag in het regentschap Pasuruan van de provincie Oost-Java, Indonesië. Trajeng telt 8001 inwoners (volkstelling 2010).